# Hoffa
Hoffa (bra: Hoffa - Um Homem, uma Lenda; prt: Hoffa - O Preço do Poder) é um filme estadunidense de 1992, do gênero drama, dirigido por Danny DeVito e escrito por David Mamet, baseado na vida do líder sindical da Teamsters Jimmy Hoffa. A trilha-sonora foi composta por David Newman.

## Sinopse
Conta a história da vida de Jimmy Hoffa (Jack Nicholson), um poderoso líder sindical, que desapareceu misteriosamente, sem nunca ter sido esclarecido. Conheça sua luta para construir um sindicato trabalhista, seu envolvimento com a máfia e o tempo que passou na prisão.

## Elenco
- Jack Nicholson .... Jimmy Hoffa[4]
- Danny DeVito .... Robert "Bobby" Ciaro
- Armand Assante .... Carol "Dally" D'Allesandro
- J. T. Walsh .... Frank Fitzsimmons
- John C. Reilly .... Peter "Pete" Connelly
- Frank Whaley .... Jovem Caminhoneiro em Diner
- Kevin Anderson .... Robert F. Kennedy
- John P. Ryan .... Red Bennett
- Robert Prosky .... Billy Flynn
- Natalia Nogulich .... Jo Hoffa
- Nicholas Pryor .... Promotor de Hoffa
- Paul Guilfoyle .... Ted Harmon
- Karen Young .... Jovem Mulher na RTA
- Cliff Gorman .... Solly Stein
- Bruno Kirby .... Comediante (não creditado)
- Jon Favreau .... Extra (não creditado)

## Principais prêmios e indicações
Oscar 1993 (EUA)
- Indicado nas categorias de melhor figurino e melhor maquiagem[carece de fontes?]

Globo de Ouro 1993 (EUA)
- Indicado na categoria de Melhor Ator - Drama (Jack Nicholson)[carece de fontes?]

Framboesa de Ouro 1993 (EUA)
- Indicado na categoria de Pior Ator (Jack Nicholson)[carece de fontes?]
- Indicado na categoria de Pior Diretor (Danny DeVito)[carece de fontes?]

Urso de Ouro 1993 (GER)
- Indicado na categoria de melhor filme[carece de fontes?]